# Damouré Zika
Damouré Zika (* 1924 in Niamey; † 6. April 2009 ebenda) war ein nigrischer Filmschauspieler, Hörfunkmoderator und Heiler.

## Leben
Damouré Zika gehörte der Ethnie der Songhai an. Von seinem Vater lernte er das Handwerk der Fischerei und Flusspferd-Jagd am Niger. Als 18-Jähriger machte er die Bekanntschaft mit dem 25-jährigen Franzosen Jean Rouch, der in der damaligen französischen Kolonie Niger die Aufsicht über Straßen- und Brückenbauprojekte innehatte. Rouch sorgte dafür, dass Zika, der durch seinen Vater Kenntnisse in traditioneller afrikanischer Medizin besaß, eine Ausbildung zum Krankenpfleger machte. Zika tat sich in der Folge besonders bei der Bekämpfung einer Meningitis-Epidemie im Jahr 1945 hervor. Jean Rouch, der sich zwischenzeitlich in Frankreich aufgehalten hatte, kehrte 1947 nach Niger zurück und erneuerte die Bekanntschaft mit Damouré Zika. Daraus entwickelte sich eine enge Freundschaft, die bis zu Rouchs Tod 2004 andauerte.
Als Jean Rouch seine Laufbahn als Regisseur ethnografischer Filme in Niger und anderen afrikanischen Ländern begann, arbeitete er zumeist mit Zika zusammen, der als sein Regieassistent, Tonmann und vor allem Schauspieler tätig war. Zika vermittelte ihm zudem den Zugang zu Ritualen aus der Songhai-Kultur. Er arbeitete auch mit nigrischen Filmemachern wie Moustapha Alassane, Oumarou Ganda und Djingarey Maïga zusammen. Zika war während dieser Jahre weiterhin für die Gesundheitsbehörden tätig und behandelte während seines Ruhestands Patienten kostenlos weiter. Für viele Jahre war er als Moderator einer Gesundheitssendung tätig, die alle vierzehn Tage im staatlichen Hörfunkprogramm Voix du Sahel gesendet wurde.
Jean Rouch kam 2004 bei einem Verkehrsunfall ums Leben, bei dem Zika im selben Auto saß. Als Zika fünf Jahre später starb, hinterließ er vier Ehefrauen, 35 Kinder und 80 Enkel. Er wurde unweit von Boubou Hama auf dem Muslimischen Friedhof von Yantala in der Hauptstadt Niamey bestattet. 2016 wurde die École Nationale de Santé Publique, die Schule für Gesundheitsberufe in Niamey, nach Damouré Zika benannt.

## Filmografie
Als Schauspieler
- 1957: Jaguar
- 1970: Petit à petit
- 1973: Saitane
- 1974: Cocorico monsieur Poulet
- 1974: Toula oder Der Geist des Wassers
- 1976: Babatou – Die drei Ratschläge
- 1976: L’étoile noire
- 1979: Nuages noirs
- 1980: L’éxilé
- 1983: Aube noire
- 1993: Madame L’Eau
- 1993: Sirga – Die Löwin
- 1997: Ich bin müde vom Stehen, ich liege

Als Regieassistent
- 1967: La chasse au lion à l’arc
- 1970: Un lion nommé „L’Américain“

Als Tonmann
- 1955: Les Maîtres fous
- 1957: Jaguar